# Winfrith Newburgh
Winfrith Newburgh är en civil parish i Storbritannien.   Den ligger i kommunen Dorset och riksdelen England, i den södra delen av landet, 180 km sydväst om huvudstaden London. Antalet invånare är 669.